# Омагьосаните
Омагьосаните (на гръцки: Μαγεμένες της Θεσσαλονίκης, Λας Ινκαντάδας, на ладино: Las Incantadas) е група от римски скулптури от портик (стоа), датиращ от ΙΙ век сл. н. е., които някога са украсявали Римския форум в Солун в Северна Гърция и са били смятани за част от най-впечатляващите и престижни паметници на града. Въз основа на описания на пътешественици, групата се е състояла от пет коринтски колони, като четири от тях имат двустранни скулптури отгоре на всеки стълб. Скулптурите са свалени в 1864 година от френския археолог Еманюел Милер и са откарани във Франция, където са изложени в музея Лувър, докато останалата част от сградата се срутва и е разрушена. В края на ХХ век в града е открит фрагмент от изгубена пета колона. Гърция иска връщането на скулптурите, но няма успех. В 2015 година са изработени точни копия на четирите стълба, които оттогава са изложени в Археологическия музей на града.

## Имена
Не е известно с какво име е наричана колонадата в Античноста, ако изобщо е имала име. През османския период паметникът е известен с няколко имена. На гръцки те се наричат Μαγεμένες, „Омагьосаните“, а на ладински, говорен от сефарадските евреи, мнозинството от жителите на Солун в периода, името е Las Incantadas, което означава също „Омагьосаните“. Турските жители на града ги наричат Sureth Maleh, тоест „Ангелски форми“, докато други имена включват Стоа на идолите или Goetria (споменава се като Goetria Incantada от Стюарт и Ревет в 1754 година). В модерната епоха те са широко известни като Солунските кариатиди, а също и като Елгините от Солун, заради отнасянето им в 1864 година, подобно на скулптурите на Партенона отнесени от шотландеца граф Елгин по рано през същия век.

## Местоположение
Смята се, че портикът се е намирал в еврейския квартал Рогос – района около днешната улица „Халкеон“ до едноименната църква „Света Богородица Халекеон“ зад Бей хамам, близо до Римския форум (Римската агора). Фактът, че има скулптури и от двете страни, означава, че използването на сградата е предназначено и за двете страни. Има различни предположения за това каква е била употребата ѝ, много вероятно е да е бил входът към Римската агора или да е бил разделителна граница между палестрата и платформата или дори пропилеите на хиподрума.
В топографски план на Ернест Ебрар, който участва в реконструкцията на Солун след Големия пожар от 1917 година, местоположението е отбелязано в по-широката зона зад банята Бей хамам.

## История

### Ранни описания
Най-старото споменаване на Лас Инкантадас идва от италианския пътешественик Кириак Анконски в 1431 година, малко след падането на Солун в ръцете на османците в 1430 година. Кириак описва сградата накратко като разрушен храм на Артемида, върху който са изобразени фигури на богове. Първото изображение на портика е направено между 1685 и 1687 година от французина Етиен Гравие д'Ортиер, където основното оформление на паметника е показано без висока детайлност и той е описан като развалини на дворец. Той е последван от британския антрополог Ричард Поукок в 1740 година, който, описва скулптурите на колоните, но дизайнерът, който рисува картините въз основа на неговите описания, изобразява паметника без скулптурите и го поставя в измислено пространство, което не отговарят на действителността.
Смята се, че паметникът е изобразен и на неидентифицирана, вероятно венецианска, стара карта на Солун, в която всички паметници на града са отбелязани с италиански описания. Там под заглавието colonne (колони) изглежда има общо осем колони в две секции от по три и пет съответно, които се свързват една с друга, образувайки ъгъл, паметникът такъв, какъвто е бил първоначално, ако друга част от тях не е била разрушена дори по-рано.

### Стюарт и Ревет
Най-подробното описание на сградата с придружаващите го гравюри е направено в 1754 година от британските класицисти Джеймс Стюарт и Никълъс Ревет, изпратени от Обществото на дилетантите, създавайки редица снимки и гравюри, публикувани за първи път в третия том на „Атинските антики“ през 1762 година. Паметникът е описан като коринтска колонада, придружена от статуи на върха. На една от тези рисунки, на която сградата е изобразена в нейната цялост, може да се види надписът върху посланието Ν[-]ΓΕΓΕΝΗΜΕΝΟΝ[-]ΥΠΟ („беше направен под“), вероятно споменаващ името на поръчителя на произведението или местния управник на града. Частта с надписа обаче вече не е била запазена през периода на изображението, но това означава, че портикът на Омагьосаните е бил значително по-голям от двете страни. Значителна част от сградата е била под земята, а действителната ѝ височина е била значително по-голяма. Извършвайки частични разкопки, Стюарт и Ревет определят общата височина на сградата на 12,7 m.
Когато се сравняват техните гравюри с единствената оцеляла снимка на скулптурите, докато са били още в Солун, става ясно, че Стюарт и Ревет са изобразили погрешно разположението на колоните. В своите творби двамата представят реда на релефите на източната страна (страна № 1) наобратно, отляво надясно. На снимката обаче е очевидно, че в действителност редът е бил обратен от този, който са начертали на хартията, така че най-левият първи стълб в гравюрата всъщност е най-десният четвърти стълб и обратното за стълба най-вдясно, който всъщност е първият от колонадата отляво надясно. Редът, в който са нарисували западните (страна № 2) релефи, е правилен.
В своите писания те предават и популярната традиция на гръцките жители, според която паметникът е част от портик, който се свързва с двореца на Александър Велики. Когато царят на Тракия веднъж посетил града, съпругата му се влюбила в Александър и двамата се срещнали тайно през този портик. Веднага щом царят разбрал за това, той заповядал да се направи магическо заклинание върху сградата, така че всеки, който минава през нея, да се вкамени. Така жената на царя и нейният придружител били вкаменени и се превърнали в статуи, както сталано и царя и с неговия магьосник, които отишли да видят дали са хванали вещиците, докато Александър не се появил тази нощ, тъй като според историята е бил предупреден от своя учител Аристотел.
- Рисунка на сградата
- Реконструкция; неправилно изображение на реда на страна № 1
- Детайл от колоните
- Детайл от база

### Описания от края на XVIII до XX век
Луи-Франсоа-Себастиан Фовел също създава гравюри в 1782 година, които са публикувани в 1831 година от френския археолог Еспри-Мари Кузинери, с рисунка, доста подобна на тази на къщата от Стюарт и Ревет от същия ъгъл. В 1800 година разкопки около сградата са извършени от френския консул Феликс дьо Божур, който определя общата ѝ височина на 12,5 m, с дължина на колоните от 1,98 m (включително базите) над терена и 5,49 m отдолу. Божур иска да вземе стълб № 4, който е най-добре запазеният, но предложението му е отхвърлено от местния паша.
Подобни сгради е имало в различни градове, които някога са били част от Римската империя. В началото на ХХ век френският археолог Пол Пердризе, който изследва скулптурите, след като са били преместени в Лувъра, цитира колонната сграда от III век Колони на покровителството (Piliers de Tutelle) от град Бордо във Франция, която показва няколко прилики със солунската, но е била разрушена в 1677 година.
- Фовел, публикувана в 1831 година
- Колоните на покровителството в Бордо, разрушена в 1677 година

## Демонтиране
Еманюел Милер е френски палеолог, изпратен от император Наполеон III с мисия за придобиване на антики от други страни. Той е придружаван от художника и фотограф Пиер-Дезире Гийме. Самият Милер описва тяхното пътуване в дневник, в който казва, че първоначално е отишъл на Света гора, за да открие редки ръкописи. Там обаче .се сблъсква с подозрението на монасите не успява да събере нищо ценно. Отива на Тасос, откъдето получава голям брой антики. По време на срещата си с френския консул, консулът му казал, че не трябва да оставя нищо след себе си, тъй като ще го вземат британците. Научавайки за забележителностите на Солун, Милер разбира за местоположението на паметника и иска разрешение от управителя за свали скулптурите, но пашата му каза, че ще трябва да получи разрешение от имперската столица Цариград. Разрешението от великия везир е получено с намесата на френското посолство.
Милер идва в Солун на 30 октомври 1864 година с френски военен кораб, който по съвет на френския консул акостира не в Солунското пристанище, а наблизо, за да може пренасянето на антиките да остане доколкото се може незабелязано от обществеността. След това Милер научава от френския посланик, че е дошло съобщение от Франция с молба да вземе не само мраморните релефи, но и целия паметник, релефи, колони, метопи и т.н. Това се оказва невъзможно не само поради липсана на необходимото оборудване, но и поради голямата тежест, която корабът не може да понесе. Новината за премахването на паметника се разпространява и предизвиква смут сред населението на Солун. Милер пише как не разбира защо солунчани са реагирали по този начин, след като еничарите са имали хоби да стрелят за забавление по скулптурите, а еврейският собственик на къщата до паметника от време на време троши парчета от нея и ги продава на туристи.
Малко преди да започне демонтирането, Гийме прави снимка на паметника, застанал върху съседна сграда и това е единствената известна снимка от първоначалното местоположение на Омагьосаните в Солун. Когато се разбира, че Омагьосаните ще бъде премахнат последват протести от страна на жителите на града турци, евреи и гърци и стават дребни инциденти. На 1 ноември Милер започва работата по демонтирането и отцепва района с помощта на турската полиция, която държи тълпата на разстояние и в следващите дни залива с вода тълпата, за да я разпръсват.
Първо е премахната плочата, която е над колоните с релефите, а след това и самите колони. Една от тях, тази на богинята Нике, излиза от лебедската и пада на земята и малка част от нея, която не била от страната на скулптурата, се чупи. На 12 ноември завършва изваждането на стълбовете и започва транспортирането им, заедно с архитрава и стилобатите (основите на колоните), с волски коли, подпомогнати от турския паша. Транспортът по тесните улици на града с неговите дупки и остри ъгли се оказва особено труден. След приключване на транспортирането и разтоварването на скулптурите на френския военен кораб, Милер удължава престоя си в града с още няколко седмици, до края на декември, а по отношение на по-тежките части на паметника той посочва в своите писания че ако той не може да ги премести, ще да ги остави на улицата, и че може би църквата „Свети Николай“ би могла да използва ги използва. Милер, който желае да премести целия паметник и да го издигне във Франция, съжалява, че е унищожил цялата колонада, когато става ясно, че не може да я премести и ще може да вземе само четирите колони, части от архитрава и капителите на петте колони. Той пише, че разрушаването на цялото нещо само заради скулптурите не е по-добро от вандализъм или варваризъм. Милер, тъй като самият той не е археолог, не прави никакви топографски проучвания или други бележки за това къде се намира паметникът. Когато са доставени в Лувъра, находките нямат придружаващ опис и са смесени с други, взети от Тасос.

## Скулптури

### Датировка
Датировката на паметника се основава на изследването на скулптурите в Лувъра и на базата на изследването на рисунките на пътешествениците. Предложени са различни периоди, от средата на II век до края на III, като консенсусът е за II век. Първоначално се предполага, че паметникът е от периода на Диоклециан, тоест края на III – началото на IV век, тъй като паметникът показва някои архитектурни прилики с двореца на Диоклециан близо до античния Салона. Но има разлики в размерите на капителите и изображенията на скулптурите, особено тези на Авра и Дионис, показват, че релефите не могат да принадлежат към по-късни периоди, когато изкуството вече е започнало да се променя. Основният аргумент за датирането му във II век се фокусира върху факта, че капителите в коринтски стил показват много прилики с тези, открити в два малки храма от II век на агората във Филипи, както и с други архитектурни находки от същия период върху Фасадата на пленниците в Коринт и Одеона на Агрипа в Атина. Въз основа на тези детайли стилът на паметника и скулптурите са повлияни от елинистичното изкуство, докато самото произведение изглежда типичен пример за местната гръцка архитектура на Солун.

### Митологични фигури
Гръцките божества и смъртните хора, изобразени в портика, са изваяни във висок релеф и са общо осем, подредени в двойки по две за всеки от четирите стълба. Фигурите са Дионис, богът на виното; Ариадна, неговата съпруга и принцеса на Крит; Авра, богиня на вятъра, свързана с вакхическия мит; Менада, последователка на Дионис; Леда, царицата на Спарта; Ганимед, виночерпец на боговете; Нике, богиня на победата; и накрая един от Диоскурите, синовете близнаци на Леда. Те са сдвоени, както следва: Леда с Ганимед (двама смъртни, похитени от Зевс под формата на животно), Нике с Менада (близки спътници на дадено божество, съответно Атина и Дионис), Ариадна с Диоскура (полубогове, които в крайна се възнесят до божественост) и Дионис с Авра (в някои версии Авра е майката на Якх от Дионис).
И четирите колони са с височина 206 cm и ширина и дълбочина 75 cm и тежат малко над два тона с изключение на четвъртата колона (Ганимед-Леда), която тежи 1960 kg.

#### Стълб № 1 (Нике-Менада)
Първият стълб изобразява богинята на победата, Нике, от страна № 1 и Менада от страна № 2. Крилатата Нике е показана отпред, гледаща право напред, косата ѝ е вързана в елегантна прическа (наречена „възелът на Аполон“). Носи дълъг до глезена хитон, който се държи на височината на гърдите с дълга панделка; около талията ѝ се образуват гънки в посока нагоре, сякаш въздухът издухва нежната материя. След това драперията се придържа към високо вдигнатите ѝ крака, така че почти изглежда като мокра, докато отляво и отдясно останалата част от хитона е изваяна в нисък релеф, създавайки много гънки. Скулпторът използва тези похвати, за да посочи едновременно както полета (гънките на кръста), но също и евентуалното кацане на богинята (гънките около краката). Краката ѝ някога са стояли върху неизвестен, може би кръгъл предмет, отдавна избит; Стюарт и Ревет го възстановяват в своята гравюра като крилата лъвска глава. В дължина до коляното са запазени останките от това, което някога е било венец, пълен с цветя или листа, който богинята несъмнено е държала с изгубените си ръце; само раменете ѝ са все още непокътнати. Фигурата на Нике понякога е идентифицирана като Кибела, анадолска богиня-майка, или дори като Хермес.
От другата страна е фигурата на Менада. Менадите са жени, последователки на Дионис. От осемте релефа само екстазната жена е изобразена в пълен профил. Косата ѝ е богато наресана и пада на кичури по гърба и раменете ѝ; главата ѝ е леко повдигната и наведена назад, за да покаже, че е обладана от вакхическа лудост. Тя свири на двойна флейта, която вече е била счупена по времето, когато Стюарт и Ревет посещават града; в тяхната гравюра те рисуват еднотръбен тромпет. Менада е полугола и само леко увита в химатион (вид наметало), което оставя по-голямата част от горната част на торса и бедрото ѝ открити, също така е боса. Фините вълни на драперията ѝ и позицията на стъпалата и пръстите ѝ създават впечатлението за движение на жената надясно. Двойната канелюра, по-голямата част от дясната ѝ ръка и части от драперията не са запазени. Антон фон Прокеш-Остен първоначално идентифицира тази фигура като Феме, гръцката богиня на славата (римската Фама).

#### Стълб № 2 (Авра-Дионис)
Подобно на Нике, Авра, второстепенна богиня на вятъра, е изобразена фронтално от страна № 1 на стълб № 2. Нейното движение е описвано като „бавно ходене“, тъй като тя леко се навежда и повдига десния си крак от земята, като поставя цялата си тежест върху левия си крак (контрапост). Главата ѝ е леко обърната надясно, косата ѝ е елегантно вързана на възел с панделка, а кичури падат свободно по раменете. Носи тънък, почти прозрачен хитон, който обгръща тялото ѝ сякаш е мокър, създавайки дълбоки и сложни гънки по цялото ѝ тяло. Хитонът е закачен на раменете ѝ, но отляво се е смъкнал, разкривайки повече плът. Авра също държи развяващо се наметало (velificatio), стилистичен похват в древноримското изкуство, използван за означаване на енергично движение, небесни и морски божества. Лицето на Авра е напълно изчезнало (Стюарт и Ревет го възстановяват в гравюрата си от 1754 година, както правят с много липсващи елементи от Омагьосаните), както и по-голямата част от дясната ѝ предмишница, въпреки че ръката е оцеляла, леко притисната към бедрото. Лявата ѝ предмишница, също изчезнала, вероятно е държала края на развяващото се наметало. Фигурата на Авра е идентифицирана от Антон фон Прокеш-Остен като вакханка, докато Стюарт и Ревет виждат в нея Елена от Троя в нея, като погрешно идентифицират мъжката фигура до нея (Диоскура) като Парис. Нереида също е предлагана като възможна идентификация.
На страна № 2 е Дионис, богът на виното, лудостта и празничния екстаз. Дионис е показан като красив младеж, фронтално, главата му е наклонена надясно, богато набраната му коса, увенчана с гроздове и лозови листа и достигаща до раменете и гърдите му на вълни. Дионис лежи с тежестта си върху десния си крак, докато левият му крак е свит и отпуснат. Лявата му ръка е подпряна на лоза и държи грозде. От дясната страна на бога стои пантера (а не тигър, както са нарисували Стюарт и Ревет), въпреки че по-голямата част от нея липсва. Пантерата вероятно гледа нагоре към младия си господар. Дясната предмишница на Дионис е отчупена малко под лакътя; той вероятно е държал кантарос в липсващата си дясна ръка. Части от лицето и челюстта на Дионис също липсват. Богът е изобразен полугол; носи само лека дреха, която се е смъкнала на височината на бедрата му, разкривайки гениталиите му. Според Герини, Дионис от Омагьосаните има много общи елементи с иконографията на Аполон, особено със статуята на Аполон, на която император Адриан е изобразен да принася жертва в един от тондо релефите на Арката на Константин в Рим. И двата дизайна на свой ред произлизат от по-стари елинистически творби, особено от Аполон Тимархис и един от комплексите на Пияния Дионис със Сатир.

#### Стълб № 3 (Диоскур-Ариадна)
Мъжката фигура е изобразена фронтално, в забавен каданс, телесното му тегло се поддържа от левия крак, докато той е на път да вдигне десния си крак от земята. Той е почти изцяло гол, с изключение на къса хламида, преметната около врата му и падаща върху лявата му ръка. На главата си носи характерния пилос, полуяйцевидната шапка, която го идентифицира като един от Диоскурите, синовете близнаци на Леда и братята на Елена. Лицето му, макар и запазено, е малко повредено; липсват и двете ръце около височината на лакътя (левият лакът е запазен). Вероятно е държал къс меч в изгубената си лява ръка, като все още личат следи от ножница и колан. Дясната му ръка е държала юздата на коня с рога на бик, който стои отдясно. Присъствието на коня е накарало Стюарт и Ревет да идентифицират човека като героя Телеф, докато Кларк и Готлинг смятат, че е Парис, тъй като погрешно са взели пилоса му за фригийска шапка, повтаряща се характеристика на изображението на Парис в древногръцкото и римско изкуство. Поукок и Фрьонер смятат, че е Хермес. Хермес, пасторален бог, също е и богът, който води душите в подземния свят, което кара Фрьонер да предположи, че Омагьсаните е част от мавзолеен комплекс или някаква друга погребална сграда.
От другата страна на колоната стои Ариадна, принцеса на Крит. Ариадна също е фронтално изобразена, макар и леко наклонена надясно, и в забавено движение/ходене като Диоскура и Авра; десният ѝ крак е на път да се отдели от земята, като левият ѝ крак поддържа цялата ѝ тежест. Главата ѝ е обърната надясно и е украсена с лозови листа и гроздове, също като тази на Дионис. Дългата ѝ и разпусната коса стига до раменете и подмишниците ѝ; нейното наклонено надясно лице, в полупрофил, е пълно със страст и обожание, насочени към нейния съпруг. Дългата ѝ рокля е завързана с украсен с растения колан под гърдите ѝ и образува множество гънки близо до краката. Точно като релефа на Авра, с който споделя много характеристики, хитонът на Ариадна е хванат на раменете ѝ, но отляво се е изплъзнал, почти разкривайки гърдите ѝ. Ариадна от Омагьосаните няма ясен скулптурен тип, нито пък има ясен първоизточник, от който да е копирана. Антон фон Прокеш-Остен погрешно я смята за вакханка.

#### Стълб № 4 (Ганимед-Леда)
Четвъртият стълб обикновено се смята за най-добре запазеният. Страна № 1 без съмнение изобразява отвличането на троянския принц Ганимед от Зевс, превърнат в орел. С изключение на главата му, която се прокрадва иззад рамото на момчето, орелът е изваян в нисък релеф зад Ганимед, крилата му са разперени, а ноктите му здраво сграбчват младежа за бедрата и го вдигат от земята; движението на полета се постига с пръстите на краката на Ганимед, които едва докосват основата на стълба. Ганимед е почти напълно гол, само с фригийска шапка и хламида, увита около врата му и оставена да падне на лявата му ръка. Той гали орела с ръката си и го гледа с любов, а орелът на свой ред хвърля свиреп поглед на плячката си; това е силно еротична сцена. Типът статуя, на който се основава комплексът Ганимед-Орел от Омагьосаните, е създаден през IV век пр. Хр. в Гърция и продължава да се използва и през римския период в изображения на отвличането на Ганимед от Зевс; много римски статуи от този тип са оцелели до днес.
Осмата и последна скулптура е тази на Леда, царицата на Спарта, прегърната от лебеда, който всъщност е Зевс. Точно като Дионис, Леда е повече от полугола и леко облечена (или по-скоро драпирана) в тънък химатион, който не покрива гърдите, корема, краката и по-голямата част от ръцете. По-голямата част от дясната ѝ ръка е отчупена, но рамото и ръката (здраво хващаща лебеда) са непокътнати. Лявата ръка и части от драперията ги няма, но неясната форма все още се вижда. Лицето ѝ липсва изцяло. В своята гравюра Стюарт и Ревет рисуват липсващото лице леко обърнато надясно, но останките от главата на скулптурата ясно са обърнати напред и може би дори малко обърнати наляво. Косата на Леда също е вързана на Аполонов възел, като Нике. Зевс, под формата на лебед, покрива по-голямата част от торса ѝ и отпуска глава на голите ѝ гърдите, галейки ги. Има известна скованост и във вдигнатата ръка на Леда и в ръката, която държи лебеда, което показва отбранителна поза; лековерната Леда се опитва да защити лебеда от външна заплаха, може би орел, без да подозира какво ще се случи по-нататък; лебедът вече се опитва да свали светлата ѝ дреха с крака си.

#### Стълб № 5
В 1997 година по време на изкопни работи за захранване с природен газ на улица „Роготис“, южно от античната агора, е открита част от главата на скулптура, за която се предполага, че е част от пети релеф, срутил се по време на земетресение през VII век. Това предположение се основава на сходството на скулптурата, както и на факта, че в изображенията на паметника всяка колона е придружена от стълб и скулптура с изключение на петата колона. Този фрагмент сега е изложен в Археологическия музей в Солун. Фрагментът е от повредена глава с крило до нея и е идентифициран като Нике, благодарение на идентичността си с Нике от оцелялата колона в Лувъра.
Папазоглу предлага алтернатива на петата скулптурна теория; че фрагментът, намерен през 1997 година, не е част от изгубена пета колона, а по-скоро оригиналната глава на Нике в колоната, която сега е в Лувъра. Папазоглу основава своя аргумент върху разказа на самия Милер за демонтирнето; Милер пише, че при премахването на стълб № 1 (Нике-Менада) той е паднал и е отчупено малко парче, но настоява, че релефът на Нике изобщо не е бил повреден. По-късно, страхувайки се някой от разгневената тълпа да не открадне фрагмента, той незабавно наредил да бъде докаран на борда на кораба. Турски войник нападнал един от хората на Милер, без да осъзнава, че е с Милер, което го накарало да изпусне кутията, съдържаща фрагмента. Милер отново настоява, че мраморното парче не е било повредено. Папазоглу твърди, че фрагментът всъщност е главата на Нике, която никога не е успяла да излезе от Солун, и че колоната по-късно е била възстановена във Франция, за да може Милер да скрие факта, че е загубил част от Омагьосаните, докато ги е транспортирал. Освен това, Папазоглу изразява съмнение, че паметникът ще има два релефа на едно и също божество и дизайн. Той обаче се отнася положително към идеята, че оригиналният портик е съставен от повече от четири колони. Астерьос Лютас от друга страна твърди, че е напълно правдоподобно портикът да е имал две Нике, като се има предвид, че има две изображения на (трансформиран) Зевс, едно като орел и едно като лебед, от противоположните страни на същия стълб. В съответствие с разположението на скулптурите на Зевс, двете скулптури на Нике биха били от противоположните страни на портика; тъй като оцелялата Нике е на страна № 1 с Ганимед, Авра и Диоскура, фрагментът от стълб № 5 би бил на страна № 2 с Менада, Дионис, Ариадна и Леда. Що се отнася до това коя е била фигурата от другата страна на колоната, десетата, напълно изгубена скулптура, Лютас спекулира, че може да е била друга Менада или може би сатир.
|            |                        | Стълб № 1 | Стълб № 2 | Стълб № 3 | Стълб № 4 |
| ---------- | ---------------------- | --------- | --------- | --------- | --------- |
| Страна № 1 | Фигура                 | Нике      | Авра      | Диоскур   | Ганимед   |
| Страна № 1 | Гравюра от 1754 година |           |           |           |           |
| Страна № 1 | Скулптура в Лувъра     |           |           |           |           |
|            |                        |           |           |           |           |
| Страна № 2 | Фигура                 | Менада    | Дионис    | Ариадна   | Леда      |
| Страна № 2 | Гравюра от 1754 година |           |           |           |           |
| Страна № 2 | Скулптура в Лувъра     |           |           |           |           |

## Опит за връщане и копия
В 1998 година, същата година, когато стълб № 5 с фрагмента с Нике е открит на улица „Роготис“, по повод на това, че в тази година Солун е Европейска столица на културата, е отправено искане от дем Солун до Лувъра и френския правителството за връщането на четирите скулптури на града, но молбата на е удовлетворена и Омагьсоните не са върнати. Така фрагментът от стълб № 5 остава единствената част от Омагьосаните, която все още се намира в града. Археологическият музей на града излага фрагмента до големи копия на гравюрите на Стюарт и Ревет на другите четири стълба.
В 2015 година, благодарение на финансирането от организацията на Солунския международен панаир и участието на други местни организации в Гърция, става възможно да бъдат изработени верни копия на скулптурите в Лувъра, чиято крайна цена възлиза на 150 000 евро. Те са изложени на 80-ия Солунски международен панаир и след това копията са прехвърлени в Археологическия музей в Солун, където оттогава са в постоянната изложба.
- Копията в Археологическия музей
- Нике
- Авра
- Диоскур
- Ганимед
- Менада
- Дионис
- Ариадна
- Леда